# Orchestra sinfonica di Dallas
L'Orchestra Sinfonica di Dallas (DSO) (in inglese Dallas Symphony Orchestra) è un'orchestra statunitense con sede a Dallas, Texas. La sua sede principale di esecuzione è il Morton H. Meyerson Symphony Center nel quartiere artistico del centro di Dallas.

## Storia
L'orchestra trae le sue origini da un concerto dato nel 1900 da un gruppo di quaranta musicisti, sotto la direzione di Hans Kreissig. Successivamente l'orchestra ha continuato a crescere, come numero dei musicisti e come qualità dei concerti, tanto che nel 1945 è stata in grado di nominare Antal Doráti come direttore musicale. Nel periodo di Doráti l'orchestra è divenuta completamente professionistica, anche se nel corso della sua storia ha sospeso diverse volte la sua attività, compresi i periodi durante la prima e la seconda guerra mondiale, dal 1914 al 1918 e dal 1942 al 1945. Più recentemente c'è stata una sospensione dell'attività nel 1974, dovuta a difficoltà economiche. Fra i direttori musicali sono da ricordare Georg Solti ed Eduardo Mata. Andrew Litton è stato direttore musicale dal 1992 al 2006. Nel 2007, Jaap van Zweden è stato nominato 15° direttore musicale della DSO, per iniziare a tempo pieno con la stagione 2008-2009, con un contratto iniziale di 4 anni. Nell'ottobre 2009, l'orchestra ha annunciato l'estensione del contratto di van Zweden fino alla stagione 2015-2016. Nel novembre 2013, l'orchestra ha annunciato un'ulteriore estensione del contratto di van Zweden fino al 2019. Nel gennaio 2016, l'orchestra ha modificato i piani, annunciando la conclusione della direzione di van Zweden come direttore musicale dopo la stagione 2017-2018, dopo di che è previsto che diventi direttore d'orchestra laureato per il periodo 2018-2021.Nel 2018 l'orchestra ha annunciato la nomina di Fabio Luisi come Direttore Musicale dell'Orchestra. 
La registrazione dei quattro Concerti per pianoforte di Rachmaninoff e la Rapsodia su un tema di Paganini con Stephen Hough durante le esibizioni dal vivo del 2004 è stata paragonata alle registrazioni dal compositore stesso. All'orchestra è stato assegnato il Gramophone Awards 2005 Editor's Choice; CD della settimana e Registrazione dell'Anno 2004 da The Sunday Times; e Classical Brit Award 2005 Critics' Choice.

## Direttori musicali
- Hans Kreissig (1900–1901)
- Walter Fried (1911)
- Carl Venth (1911–1914)
- Walter Fried (1918–1924)
- Paul van Katwijk (1925–1936)

- Jacques Singer (1937–1942)
- Antal Doráti (1945–1949)
- Walter Hendl (1949–1958)
- Paul Kletzki (1958–1961)
- Sir Georg Solti (1961–1962)

- Donald Johanos (1962–1970)
- Anshel Brusilow (1970–1973)
- Max Rudolf (1973–1974)
- Eduardo Mata (1977–1993)
- Andrew Litton (1994–2006)
- Jaap van Zweden (2008–present)

## Musicisti
I membri della Orchestra Sinfonica di Dallas sono:
- Ryan Anthony, prima tromba dal 2008 al 2020
- Lev Aronson, violoncello 1948–1967, primo violoncello 1949–1967
- Madeleine Begun, oboe c. 1969–1970[5][6]
- Emanuel Borok, violino, primo violino 1985–2010
- Jules Eskin, violoncello, 1948–1949
- Walter Fried, violino, primo violino 1911–1914 (anche Direttore Musicale)
- Richard Giangiulio, prima tromba dal 1969 al 2001
- Joseph Hawthorne, prima viola dal 1945 al 1949 (anche direttore associato)
- Frank Kaderabek, prima tromba dal 1953 al 1958
- David Kim, violino, primo violino associato senior 1997–1999
- William Kraft, percussioni, 1954–1955
- Andreas Makris, primo dei secondi violini dal 1958 al 1959
- Mitchell Peters, percussioni, principale c. 1959–1969
- János Starker, primo violoncello dal 1948 al 1949
- Carl Venth, violino, primo violino 1927–1931 (anche Direttore Musicale)
- Ernst Wallfisch, viola, assistente principale 1947–1949
- Harold Wright, primo clarinetto dal 1952 alla metà degli anni '50